# Katarina Zavatska
Katarina Zavatska (nació el 5 de febrero de 2000) es una jugadora de tenis ucraniana.
Ella debut en la WTA en Torneo de Kuala Lumpur 2017, luego de recibir un Wildcard para el cuadro principal. Perdió en primera ronda ante Magda Linette en 3 set.
Zavatska ganó su primer partido en la WTA en el Torneo de Marruecos 2018, donde venció a la wildcard Diae El Jardi por 6-2, 6-3. Luego pasó a ganar su partido de segunda ronda por 7-5, 2-6, 6-4 contra la Lucky loser Alexandra Dulgheru y perder finalmente contra Hsieh Su-wei en cuartos de final por 1-6, 1-6.

## Títulos ITF

### Individuales: 6
| Torneos de $100,000 |
| Torneos de $80,000  |
| Torneos de $60,000  |
| Torneos de $25,000  |
| Torneos de $15,000  |
| Torneos de $10,000  |

| número | Fecha         | Torneo                     | Premio  | Superficie        | Rival                | Resultado     |
| ------ | ------------- | -------------------------- | ------- | ----------------- | -------------------- | ------------- |
| 1.     | Jun 2015      | ITF Telavi, Georgia        | 10,000  | Tierra batida     | Julie Razafindranaly | 6–1, 7–5      |
| 2.     | Aug 2015      | ITF Sharm El Sheikh, Egypt | 10,000  | Dura              | Ola Abou Zekry       | 2–6, 6–2, 6–3 |
| 3.     | Marzo de 2017 | ITF Pula, Italy            | 25,000  | Tierra batida     | Chloé Paquet         | 6–1, 6–3      |
| 4.     | Marzo de 2018 | ITF Amiens, France         | 15,000  | Tierra batida (i) | Eléonora Molinaro    | 6–1, 6–2      |
| 5.     | Julio de 2019 | ITF Biella, Italy          | 25,000  | Tierra batida     | Mayar Sherif         | 6–1, 6–3      |
| 6.     | Julio de 2019 | ITF Contrexéville, France  | 100,000 | Tierra batida     | Ulrikke Eikeri       | 6–4, 6–4      |

### Dobles (2)
| Torneos de $100,000 |
| Torneos de $80,000  |
| Torneos de $60,000  |
| Torneos de $25,000  |
| Torneos de $15,000  |
| Torneos de $10,000  |

| N.º | Fecha                | Premio  | Torneos               | Superficie    | Pareja           | Oponentes                         | Resultado      |
| --- | -------------------- | ------- | --------------------- | ------------- | ---------------- | --------------------------------- | -------------- |
| 1.  | 1 de mayo de 2022    | $60,000 | Zagreb, Croacia       | Tierra batida | Anastasia Detiuc | Lina Gjorcheska Irina Khromacheva | 6-4, 6-7, 11-9 |
| 2.  | 2 de octubre de 2022 | $60,000 | San Sebastián, España | Tierra batida | Aliona Bolsova   | Angela Fita Guiomar Maristany     | 1-2, ret.      |